# Montigny-lès-Condé
Pour les articles homonymes, voir Montigny et Condé.
Montigny-lès-Condé est une commune française située dans le département de l'Aisne, en région Hauts-de-France.

## Géographie

### Localisation
Montigny-lès-Condé est un village rural de la Brie pouilleuse, située dans le département de l'Aisne, à vol d'oiseau à 14 km au sud-est de Château-Thierry et  47 km  de Soissons, 11 km au sud-est de Dormans, 29 km à l'ouest d'Épernay, 32 km au nord de Sézanne, 41 km au nord-ouest de Coulommiers et 91 km de Paris
La commune se trouve dans l'aire d'attraction de Paris, dans la zone d'emploi de Château-Thierry et dans le bassin de vie de Dormans

### Communes limitrophes
Les communes limitrophes sont  Condé-en-Brie, Courboin, Montlevon, Pargny-la-Dhuys et Vallées en Champagne.
| Courboin | Condé-en-Brie      |                                                       |
|          | Montigny-lès-Condé | Vallées-en-Champagne (Cne deléguée de Baulne-en-Brie) |
|          | Pargny-la-Dhuys    |                                                       |

### Géologie et relief
La superficie de la commune est de 4,77 km2 ; son altitude varie de 81  à   223 mètres.

### Hydrographie
La commune est située dans le bassin Seine-Normandie. Elle est drainée par la Verdonnelle, la Dhuis et un autre petit cours d'eau,.
| (texte à fusionner) La commune est drainée par la Dhuis et la Verdonnelle, son affluent. La Dhuis est un affluent de rive gauche du Surmelin, donc un sous-affluent de la Seine par la Marne. |

La Verdonnelle, d'une longueur de 26 km, prend sa source dans la commune de Champaubert et se jette  dans la Dhuis sur la commune, après avoir traversé neuf communes.
La Dhuis, d'une longueur de 21 km, prend sa source dans la commune de Janvilliers et se jette  dans le Surmelin à Celles-lès-Condé, après avoir traversé neuf communes.

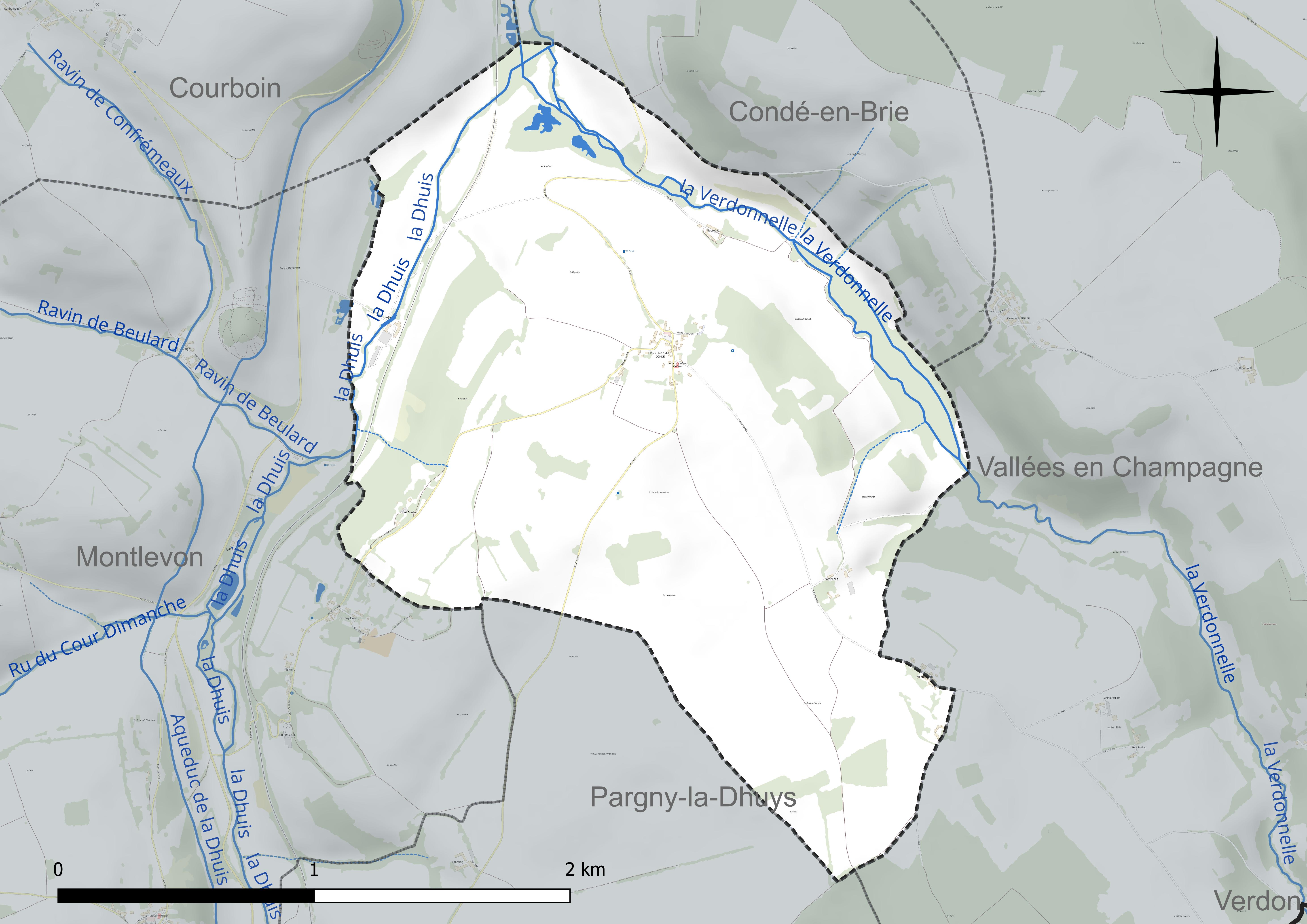
Carte hydrographique de la commune.
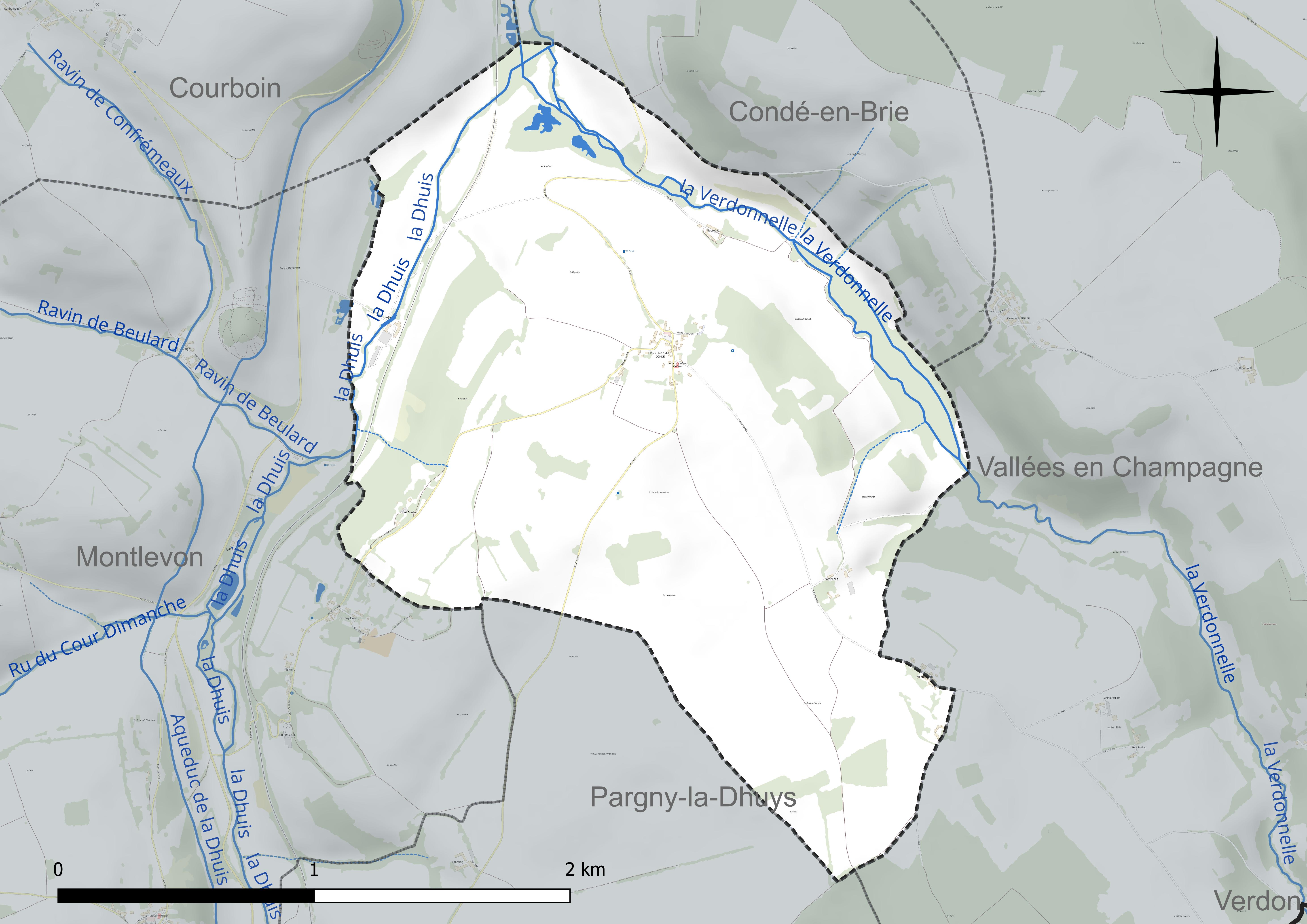
Réseau hydrographique de Montigny-lès-Condé.

### Climat
Pour des articles plus généraux, voir Climat des Hauts-de-France et Climat de l'Aisne.
En 2010, le climat de la commune est de type climat océanique dégradé des plaines du Centre et du Nord, selon une étude du CNRS s'appuyant sur une série de données couvrant la période 1971-2000. En 2020, Météo-France publie une typologie des climats de la France métropolitaine dans laquelle la commune est exposée à un climat océanique altéré et est dans la région climatique Nord-est du bassin Parisien, caractérisée par un ensoleillement médiocre, une pluviométrie moyenne régulièrement répartie au cours de l'année et un hiver froid (3 °C).
Pour la période 1971-2000, la température annuelle moyenne est de 10,1 °C, avec une amplitude thermique annuelle de 15,5 °C. Le cumul annuel moyen de précipitations est de 739 mm, avec 12 jours de précipitations en janvier et 8,7 jours en juillet. Pour la période 1991-2020, la température moyenne annuelle observée sur la station météorologique la plus proche, située sur la commune de Blesmes à 10 km à vol d'oiseau, est de 10,6 °C et le cumul annuel moyen de précipitations est de 713,0 mm,. Pour l'avenir, les paramètres climatiques de la commune estimés pour 2050 selon différents scénarios d'émission de gaz à effet de serre sont consultables sur un site dédié publié par Météo-France en novembre 2022.

## Urbanisme

### Typologie
Au 1er janvier 2024, Montigny-lès-Condé est catégorisée commune rurale à habitat dispersé, selon la nouvelle grille communale de densité à 7 niveaux définie par l'Insee en 2022.
Elle est située hors unité urbaine. Par ailleurs la commune fait partie de l'aire d'attraction de Paris, dont elle est une commune de la couronne,.

### Occupation des sols

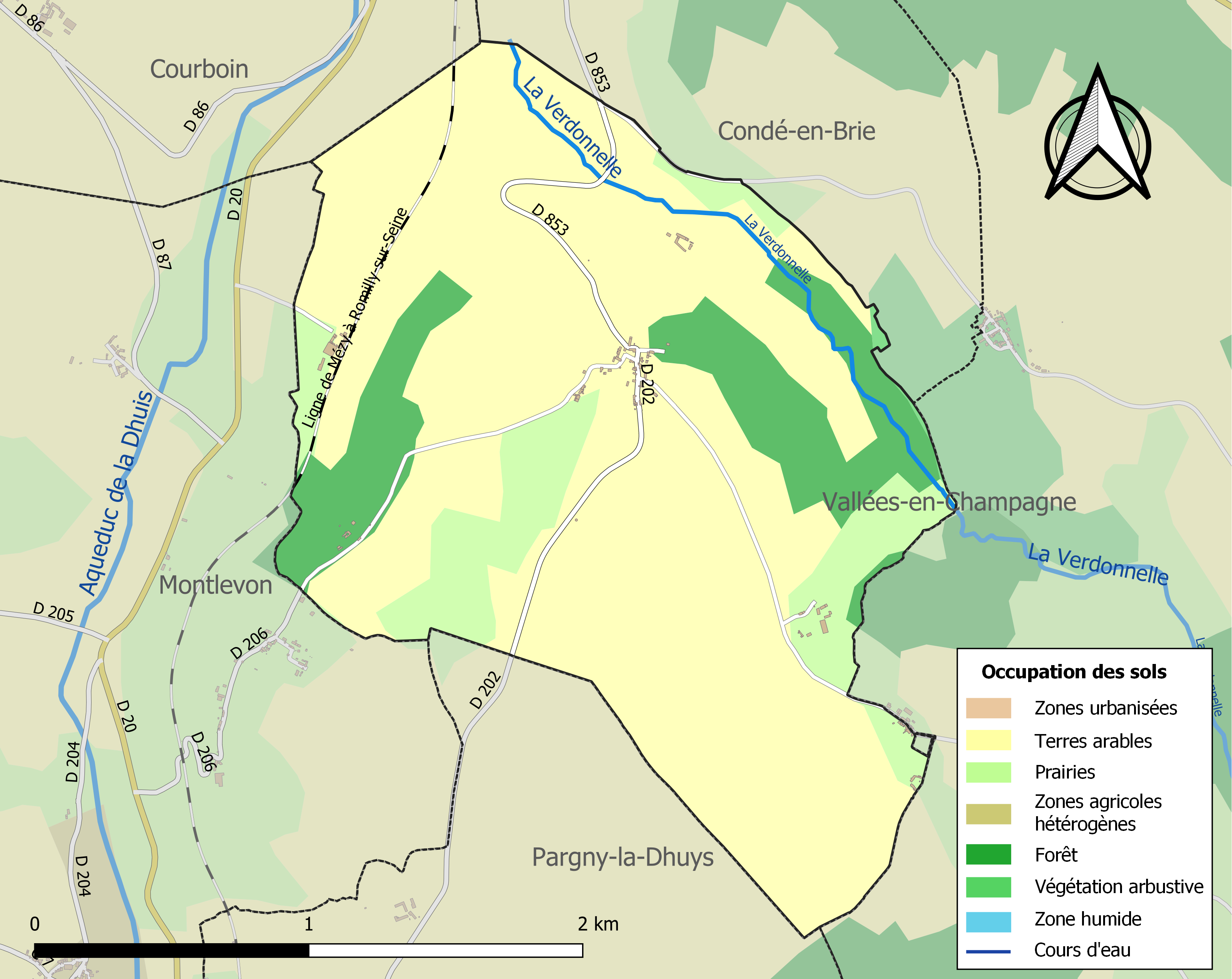
Carte de l'occupation des sols de la commune en 2018 (CLC).

L'occupation des sols de la commune, telle qu'elle ressort de la base de données européenne d'occupation biophysique des sols Corine Land Cover (CLC), est marquée par l'importance des territoires agricoles (85,5 % en 2018), en diminution par rapport à 1990 (88,4 %).
La répartition détaillée en 2018 est la suivante : terres arables (73,5 %), forêts (13,9 %), prairies (12,1 %), milieux à végétation arbustive et/ou herbacée (0,6 %).
L'évolution de l'occupation des sols de la commune et de ses infrastructures peut être observée sur les différentes représentations cartographiques du territoire : la carte de Cassini (XVIIIe siècle), la carte d'état-major (1820-1866) et les cartes ou photos aériennes de l'IGN pour la période actuelle (1950 à aujourd'hui).

### Habitat et logement
En 2021, le nombre total de logements dans la commune était de 33, alors qu'il était de 35 en 2016 et de 38 en 2011.
Parmi ces logements, 75,4 % étaient des résidences principales, 15,3 % des résidences secondaires et 9,2 % des logements vacants. Ces logements étaient  tous des maisons individuelles.
Le tableau ci-dessous présente la typologie des logements à Montigny-lès-Condé en 2021 en comparaison avec celle de l'Aisne et de la France entière. Une caractéristique marquante du parc de logements est ainsi une proportion de résidences secondaires et logements occasionnels (15,3 %) supérieure à celle du département (3,4 %) et à celle de la France entière (9,7 %).
| Typologie                                               | Montigny-lès-Condé | Aisne | France entière |
| ------------------------------------------------------- | ------------------ | ----- | -------------- |
| Résidences principales (en %)                           | 75,4               | 86,7  | 82,2           |
| Résidences secondaires et logements occasionnels (en %) | 15,3               | 3,4   | 9,7            |
| Logements vacants (en %)                                | 9,2                | 9,9   | 8,1            |

## Toponymie
Le nom de la localité est attesté sous la forme Montigni en 1302.

Montigny, Albert Dauzat et à sa suite Ernest Nègre assignent une même origine à tous les Montigny, qui viendraient d'une même forme dont l'étymon est généralement donné sous la forme latinisée *Montaniacum, c'est un type toponymique répandu dont la signification exacte ne fait pas l'unanimité.
La préposition « lès » permet de signifier la proximité d'un lieu géographique par rapport à un autre lieu. En règle générale, il s'agit d'une localité qui tient à se situer par rapport à une ville voisine plus grande. La commune française de Montigny indique qu'elle se situe près de Condé-en-Brie.

## Histoire

### Ancien Régime
Avant la révolution, la cure (paroisse) du village est de la nomination et patronage (possibilité de présenter à l'évêque, pour qu'il l'ordonne, un desservant pour l'église) des abbés et religieux d'Orbais, qui en sont curés primitifs. Ils jouissaient ainsi des dixmes ; de Fontaines, vicaire perpétuel (desservant d'une église), ayant abandonné la part qu'il y avait et demandé qu'ils lui fournissent sa portion congrue, ils lui abandonnèrent entièrement leur part des dixmes pour en jouir sa vie durant, et acquitter toutes les charges et faire les réparations du chœur et autres charges ordinaires. L'église Saint-Éloi avait été échangée entre les abbayes d'Orbais et Saint-Jean-des-Vignes de Soissons approuvé par Aymard, évêque de Soissons.

## Politique et administration

### Rattachements administratifs et électoraux

#### Rattachements administratifs
La commune se trouve depuis 1942 dans l'arrondissement de Château-Thierry du département de l'Aisne.
Elle faisait partie depuis 1793 du canton de Condé-en-Brie. Dans le cadre du redécoupage cantonal de 2014 en France, cette circonscription administrative territoriale a disparu, et le canton n'est plus qu'une circonscription électorale.

#### Rattachements électoraux
Pour les élections départementales, la commune fait partie depuis 2014 du canton d'Essômes-sur-Marne.
Pour l'élection des députés, elle fait partie de la cinquième circonscription de l'Aisnedepuis le dernier découpage électoral de 2010..

### Intercommunalité
Montigny-lès-Condé était membre de la communauté de communes du canton de Condé-en-Brie, un établissement public de coopération intercommunale (EPCI) à fiscalité propre créé en 1995 et auquel la commune avait transféré un certain nombre de ses compétences, dans les conditions déterminées par le code général des collectivités territoriales.
Dans le cadre des dispositions de la loi portant nouvelle organisation territoriale de la République du 7 août 2015, qui prévoit que les établissements publics de coopération intercommunale (EPCI) à fiscalité propre doivent avoir un minimum de 15 000 habitants, cette intercommunalité a fusionné avec ses voisines pour former, le 1er janvier 2017, la communauté d'agglomération de la Région de Château-Thierry, dont est désormais membre la commune.

### Administration municipale
Le nombre d'habitants de la commune étant inférieur à 100, le nombre de membres du conseil municipal est de 7, y compris le maire et ses adjoints..

#### Liste des maires
| Période                                  | Période   | Identité             | Étiquette | Qualité                                                                                               |
| ---------------------------------------- | --------- | -------------------- | --------- | --- |
| Les données manquantes sont à compléter. |           |                      |           | |
|                                          |           |                      |           | |
| 1820                                     |           | M. Hiernard          |           | |
|                                          |           |                      |           | |
| avant 1981                               |           | Jean-Pierre Herbin   |           | |
|                                          |           |                      |           | |
| mars 2001                                | juin 2024 | Georges Verdoolaeghe | DVD       | Retraité Ancien président de l'association sud-axonaise Team Condé Moto Verte Mort en cours de mandat |

## Population et société

### Démographie
L'évolution du nombre d'habitants est connue à travers les recensements de la population effectués dans la commune depuis 1793. Pour les communes de moins de 10 000 habitants, une enquête de recensement portant sur toute la population est réalisée tous les cinq ans, les populations de référence des années intermédiaires étant quant à elles estimées par interpolation ou extrapolation. Pour la commune, le premier recensement exhaustif entrant dans le cadre du nouveau dispositif a été réalisé en 2004.

En 2022, la commune comptait 50 habitants, en évolution de −18,03 % par rapport à 2016 (Aisne : −1,97 %, France hors Mayotte : +2,11 %).
| 1793 | 1800 | 1806 | 1821 | 1831 | 1836 | 1841 | 1846 | 1851 |
| ---- | ---- | ---- | ---- | ---- | ---- | ---- | ---- | ---- |
| 171  | 187  | 214  | 217  | 231  | 204  | 212  | 210  | 204  |

| 1856 | 1861 | 1866 | 1872 | 1876 | 1881 | 1886 | 1891 | 1896 |
| ---- | ---- | ---- | ---- | ---- | ---- | ---- | ---- | ---- |
| 210  | 204  | 176  | 180  | 172  | 178  | 176  | 175  | 157  |

| 1901 | 1906 | 1911 | 1921 | 1926 | 1931 | 1936 | 1946 | 1954 |
| ---- | ---- | ---- | ---- | ---- | ---- | ---- | ---- | ---- |
| 127  | 120  | 105  | 93   | 122  | 88   | 87   | 82   | 84   |

| 1962 | 1968 | 1975 | 1982 | 1990 | 1999 | 2004 | 2006 | 2009 |
| ---- | ---- | ---- | ---- | ---- | ---- | ---- | ---- | ---- |
| 62   | 67   | 57   | 53   | 52   | 56   | 53   | 54   | 74   |

| 2014 | 2019 | 2022 | - | - | - | - | - | - |
| ---- | ---- | ---- | - | - | - | - | - | - |
| 62   | 55   | 50   | - | - | - | - | - | - |

## Culture locale et patrimoine

### Lieux et monuments

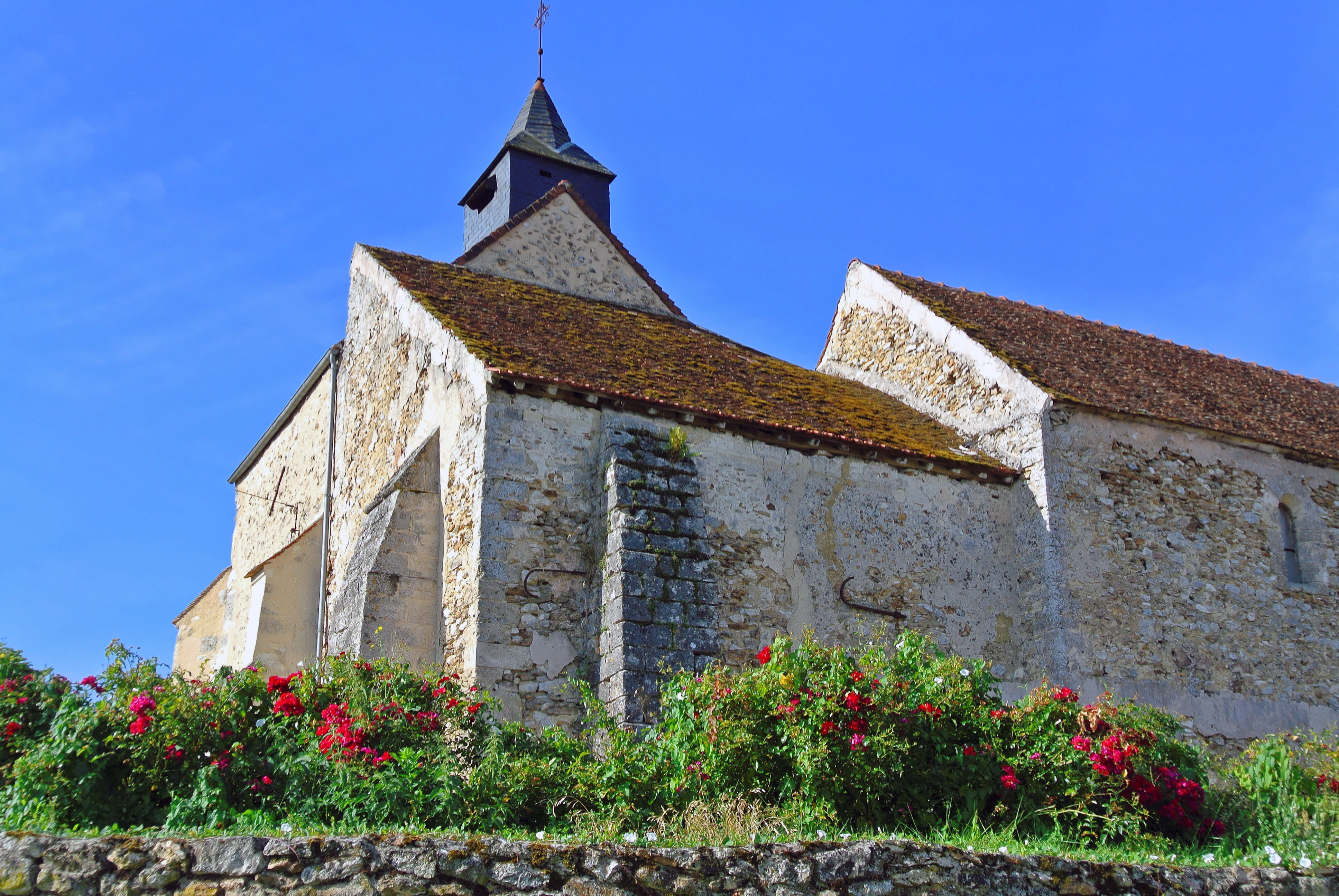
Église vouée à saint Éloi.

- Église Saint-Éloi de Montigny (XIIe siècle).
- Table d'orientation avec vue sur toutes les vallées et sur Condé-en-Brie.
- Lavoir ancien près de la table d'orientation avec une illustration de la fable « Le Loup et le Chien », de Jean de La Fontaine.

## Pour approfondir